# Platytrochus laevigatus
Platytrochus laevigatus är en korallart som beskrevs av Stephen D. Cairns och Parker 1992. Platytrochus laevigatus ingår i släktet Platytrochus och familjen Turbinoliidae.
Artens utbredningsområde är Indiska oceanen. Inga underarter finns listade i Catalogue of Life.